# So You Think You Can Dance (Grecja)
So You Think You Can Dance – grecki program rozrywkowy. Audycja produkowana jest na licencji amerykańskiego formatu So You Think You Can Dance. Program był emitowany przez telewizję Mega Channel.

## 1 edycja
Castingi:
- Ateny
- Nowy Jork
- Melbourne
- Monachium
- Cypr

Nagroda:
- 100 000 €
- 3 letnie stypendium w szkole tańca w Londynie

Jury:
- Michalis Nalbantis
- Evelina Papoulia
- Panos Metaxopoulos

Zwycięzca:
- Loukas Kosmidis - 1 miejsce

Finaliści:
- Jean Pierre Falone Stasinopoulos,
- Fanie Michailidou,
- Panagiota Kariotis

Uczestnicy:
Kobiety:
- Dimitra Zerbou (Δήμητρα Ζερβού)
- Elpiniki Ioannou (Ελπινίκη Ιωάννου)
- Smaragda Kalimoukou (Σμαράγδα Καλημούκου)
- Panagiota Kariotis (Παναγιώτα Καριώτη)
- Loukia Laimou (Λουκία Λαιμού)
- Fanie Michailidou (Φανή Μιχαηλίδου)
- Liza Spachi (Λίζα Σπάχη)
- Kiki Fotiadi (Κική Φωτιάδη)
- Maria Fotiadi (Μαρία Φωτιάδη)
- Vana Christaki (Βάνα Χριστάκη)

Mężczyźni:
- Petros Zlatkos (Πέτρος Ζλάτκος)
- Loukas Kosmidis (Λουκάς Κοσμίδης)
- Pavlos Manogiannakis (Παύλος Μανογιαννάκης)
- Tsiago Souarez Da Silva (Τσιάγκο Σουάρεζ Ντα Σίλβα)
- Vaggelis Polyzois (Βαγγέλης Πολυζώης)
- Jean Pierre Falone Stasinopoulos (Ζαν Πιερ Φαλόνε Στασινόπουλος)
- Kostas Torlidakis (Κώστας Τορλιδάκης)
- Mitch Fistrovic (Μιτς Φιστρόβιτς)
- Petros Fourniotis (Πέτρος Φουρνιώτης)
- Elias Chatzigeorgiou (Ηλίας Χατζηγεωργίου)